# Henning Petersen
För andra betydelser, se Henning Petersen (olika betydelser).
Henning Eiler Petersen, född den 22 augusti 1877, död den 22 maj 1946, var en dansk botaniker.
Petersen blev filosofie doktor 1914 och 1916 lektor i teknisk mikroskopi och renodling av jäsningsorganismer vid Polyteknisk Læreanstalt, samt docent i botanik vid Köpenhamns universitet 1929. Petersens forskning omfattade mykologi, algologi, växtanatomi, ekologi och artbildningslära. Petersen kom vid sina undersökningar huvudsakligen att behandla submersa fykomyceter, släktet Ceræminium, arktiska ericinéers anatomi, polymorfin hos Anthriscus sylvestris, Pimpinella saxifraga och Vaccinium uliginosum och vegetationen i Maglemose, som på hans initiativ undersökts av ett flertal botaniker.